# 존 데이비스 (육상 선수)
존 레월린 데이비스(John Llewellyn Davies, MBE, 1938년 5월 25일 ~ 2003년 7월 4일)는 뉴질랜드의 중거리 달리기 선수이다.

## 생애
런던에서 웨일스인 부모 사이에 태어나 1953년 가족과 함께 뉴질랜드로 이주하여 토코로아(Tokoroa)에 정착했다.
1964년 도쿄 올림픽에서 1500m 종목 동메달을, 1962년 퍼스에서 열린 코먼웰스 게임에서 1마일 종목 은메달을 획득하였다.
장기적 부상으로 은퇴한 후, 데이비스는 1976년 몬트리올 올림픽 5000m 은메달리스트 딕 쿽스(Dick Quax)와 1992년 바르셀로나 올림픽 마라톤 동메달리스트 로레인 몰러(Lorraine Moller) 등의 코치를 맡았다.
2000년 10월, 데이비드 비티(David Beattie)의 뒤를 이어 뉴질랜드 올림픽 위원회 위원장이 되었다.
2003년 흑색종으로 사망하기 1주 전, 올림픽 정신 고취 공헌을 인정받아 국제 올림픽 아카데미로부터 레너드 커프 메달(Leonard Cuff medal)을 받았다.

## 서훈
- 1990년 대영 제국 훈장 5등급(MBE) 수훈[1]